# 鈴木美穂 (報道記者)
鈴木 美穂（すずき みほ、1983年10月16日 - ）は『NPO法人マギーズ東京』共同代表理事。『一般社団法人CancerX』共同発起人。『一般社団法人日本専門医機構』理事。元日本テレビニュースキャスター、報道記者。慶應義塾大学法学部法律学科卒業。身長159cm。血液型O型。24歳で乳がんを経験。2019年6月から2020年4月まで夫と世界一周の旅を経験した。セント・フォース業務提携。

## 経歴
1983年（昭和58年）東京都で生まれて横浜で育つ。1995年（平成7年）小学校6年生からシカゴで生活し、1998年（平成10年）中学校3年生で帰国する。2002年（平成14年）慶應義塾女子高等学校、2006年（平成18年）慶應義塾大学法学部法律学科を卒業。
大学3年生の時に日本テレビのコンパニオンを務め、ここで日本テレビの雰囲気が気に入ったことで同局を目指すようになり、2006年（平成18年）に日本テレビ入社。報道局に配属されて1年目はAD、2年目から記者を務める。
2008年（平成20年）日本テレビ入社3年目の時に乳がんを発覚し、8か月間休職して手術、抗がん剤治療、放射線治療など、標準治療のフルコースを経験。本業の傍らがん患者を応援する活動を始めることなる。2009年（平成21年）1月、社会部に復帰する。
2009年（平成21年）に若年性がん患者団体「STAND UP!!」を発足。がん患者向けフリーペーパー「STAND UP!!」を創刊する。2012年（平成24年）政治部へ異動する。2013年（平成25年）にがん患者のためのワークショップを開催するプロジェクト「Cue!」を始める。2014年（平成26年）6月に社会部へ異動して厚生労働省を担当する。同年9月から「マギーズ東京」のためのクラウドファンディングを2ヶ月間行い、2200万円集める。
2015年（平成27年）4月に訪問看護師の秋山正子と共に、英国発のがん患者と家族のための新しい形の相談支援の場を日本に作るべく、NPO法人「マギーズ東京」を発足、共同代表理事に就任する。2016年（平成28年）にがん患者や家族が無料で訪れ相談できる「マギーズ東京」を東京都江東区豊洲にオープンさせた。2019年（平成31年）1月までに約1万4000人の患者や家族が訪問。同年7月に自身のがん経験をもとに制作した闘病記録のドキュメンタリー番組リアリTV「Cancer gift(キャンサーギフト)がんって、不幸ですか？」が放送される。「2017年度日本医学ジャーナリスト協会賞映像部門優秀賞」を、「マギーズ東京」で「日経ウーマン・オブ・ザ・イヤー2017チーム賞」を受賞した。
2016年（平成28年）PMDA運営評議会、2017年（平成29年）から厚生労働省「人生の最終段階における医療の普及啓発の在り方に 関する検討会」に就任。
2017年（平成29年）1月から社会部記者と『スッキリ』『情報ライブ ミヤネ屋』でニュースコーナーのデスク兼キャスターを兼任（2018年（平成30年）6月まで）。報道局社会部ニュースデスク業務と社長室CSR事務局も兼務する。2017年6月から日テレNEWS24の『Daily Planet』で「Social Wennovators TV」を不定期で担当する。
2017年（平成29年）10月10日の放送中の番組内で、一般男性と結婚すると明らかにした。2018年（平成30年）6月1日の『情報ライブ ミヤネ屋』にて、ニュースコーナーの降板及び報道記者専任となることを明らかにした。同年12月31日付で夫とともに世界一周の旅に出ることを理由に日本テレビ放送網を退社した。
2018年（平成30年）から厚生労働省「がんとの共生のあり方に関する有識者会議」「がん研究のあり方検討会」「上手な医療のかかり方を広めるための懇談会」都庁「AYA 世代がんワーキンググループ」など、行政や国の機関などで多数の検討会委員に就任。
2019年（令和元年）2月28日、初の著書『もしすべてのことに意味があるなら がんがわたしに教えてくれたこと』を出版。24歳で乳がん発覚してから日本テレビで報道記者・キャスター、がん患者と支える人たちのための施設「マギーズ東京」設立。がんになってから10年を振り返る「生き方」「仕事」「恋愛」「結婚」「社会」「夢」について304ページ書きまとめた。
2019年（令和元年）6月に夫と世界一周の旅に出て、2020年（令和2年）4月に達成した。
2020年（令和2年）一般社団法人日本専門医機構の理事に就任。
2021年（令和3年）1月1日、自身のインスタグラムにて第一子妊娠を報告し、2月に出産予定であることを明らかにした。長文で感謝の言葉を綴った。また24歳でガンになったとき決意した、死ぬまでにやりたかった5つの約束「結婚」「出産」「世界一周」「自分だからこそできる仕事」「親孝行」を振り返った。

## 人物
- 身長：159cm[9]
- 血液型：O型[9]
- 趣味：旅（自転車とヒッチハイクで日本縦断、52ヶ国世界一周など）[9]
- 特技：どこででも生きていけること[9]
- 資格：TOEIC 915点[9]
- 小学生時代から企画をすることが好きで、遠足の昼ごはんが外で食べられなかったのが、保護者のサインを集めた上でそれを可能にしたり、クラスの結束を高めるために体育館でのカラオケ大会を企画したり、思ったらすぐに行動するタイプだったという。小学5年生のある時、学校の先生からニュースを見てるか聞かれた時には、当時の本人はアニメかドラマしか見ておらず、ニュースは世の中の怖いことを伝えているという感じしかしていなかったことから、その時はニュースは好きじゃないと答えたが「テレビの向こう側から伝える人に、美穂さんみたいな人がきっと向いてると思うの」と先生から言われたことで、その日の夜にニュースを見てみたら、海外から中継している女性キャスターが映っていたのを見て、スーツの着こなしがおしゃれに見えて「この人は世界中の色々なことを知っているスーパーウーマンだ」と思い、この人みたいになりたいと、テレビ局に入ることがこの時から人生の目標になったという[10]。

## 学生時代のエピソード
学生時代、アルバイトでお金を貯めては、バックパッカーとして30カ国以上を訪問した。日本テレビ入社前研修の2日前、滞在先のインドからの帰国日に貴重品を全部盗まれ、「帰国出来なかったら内定を取り消されるかもしれない」という不安の中、その時は一緒に行った女友達に金を借りて三輪タクシーで大使館に行こうとしたらよくわからないホテルで降ろされ、だまされたことで再び無一文になり、そこから取りあえず徒歩で銀行に行って、そこからヒッチハイクで欧米人夫婦に大使館まで送ってもらい、大使館からも金を借りることが出来たなど融通してもらって帰国することが出来た。この時、日本テレビに事情を伝えた所「どう帰国できるか見ものだな」と言われたという。帰国した時、集合場所の新橋には間に合わなかったが、研修先の軽井沢に先回りして、インド風の服のままで研修参加者のみんなを出迎えることが出来たという。
入社前の研修の課題は「3か月間『ママチャリ日本縦断』」で、全県に友達を作ることを目標とし、行った先々で出会った人の家に泊めてもらい、仕事を手伝ったりインタービューしたりなどのその人たちとの日々を5分間のビデオにまとめるという内容で、これで研修をクリアした。
バブル時代は子供にもかかわらず楽しんだという。

## 乳がん経験について
- 入社3年目の2008年に、入浴中にシャワーを浴びていたときに右胸のしこりに気づき、会社の診療所から紹介された病院で検査を受けたところ、「残念ながら、悪いものがうつっていました」と、乳がんを告知[13]される。
- がんは、2つ合わせて5センチの大きさだった。[4]
- 手術後は、抗がん剤治療、放射線療法、ホルモン療法、分子標的治療[4]と、さまざまな治療を受ける。
- 絶望感の中で唯一浮かんだ希望は、「がんになったからこそ伝えられることが、私にはきっとある。必ずこの経験を活かせる日がくる」[13]という思いであった。
- がんの告知を上司や同僚に打ち明けた際に、先輩が「何があっても美穂は絶対に戻ってくる。そして、伝えようと思う時がくる。そんな日のために、記録しておこう」と言ったことを機に、告知6日後の精密検査から治療の様子を映像として同僚や家族が記録した[13]。
- 撮影記録を編集し、2015年7月のリアリTV「Cancer gift(キャンサーギフト)がんって、不幸ですか？」で放送した[14]。

## 患者会「STAND UP!!」について
- 治療中に「闘病中の自分と同じように苦しんでいる人のために、何かしたい」と思い、2009年に松井基浩と若年性がん患者向けのフリーペーパー「STAND UP!!」3万部を発行し、全国のがん拠点病院においてもらう活動を始めた[4]。
- SNSのmixi上で、35歳以下のがん患者を募り、実名で顔出しでがん体験の記録を依頼した[4]。
- フリーペーパー発行をきっかけに組織が拡大し、現在は「35歳以下でがんに罹患した人のための患者会」として、フリーペーパーの作成・配布、イベントの開催、外部イベントへの参加、月1回のチャット会、メディアを通じた啓発活動など[15]を行う。

## 出演番組

### テレビ
現在
- 朝生ワイド す・またん!（読売テレビ） - 不定期ゲスト出演

過去
- リアリTV「Cancer gift(キャンサーギフト)がんって、不幸ですか？」（日本テレビ、2015年7月4日放送）
- NEWS ZERO（日本テレビ）
- ウェークアップ!ぷらす（日本テレビ）
- スッキリ（日本テレビ、月 - 木、隔週交代）
- 情報ライブ ミヤネ屋（日本テレビ、隔週交代）
- めざまし8（フジテレビ、2021年4月13日 - ） - コメンテーター

他

## 著書
- 『もしすべてのことに意味があるなら がんがわたしに教えてくれたこと』（ダイヤモンド社、2019年2月28日）　ISBN 978-4478107126
- 『7つの習慣 賢者のハイライト 第2の習慣 鈴木美穂ver.』（キングベアー出版、2019年10月3日）　ISBN 978-4863940857
- 『完訳 7つの習慣 7人の直筆メモ』（キングベアー出版、2020年3月24日）　ISBN 978-4863941007